# Beutenbach (Lindenbach)
Der Beutenbach ist ein linker Zufluss des Lindenbachs im Siedlungsbereich der Stadt Ditzingen im baden-württembergischen Landkreis Ludwigsburg wenig vor dessen eigener Mündung in die Glems in deren rechter Aue.

## Verlauf

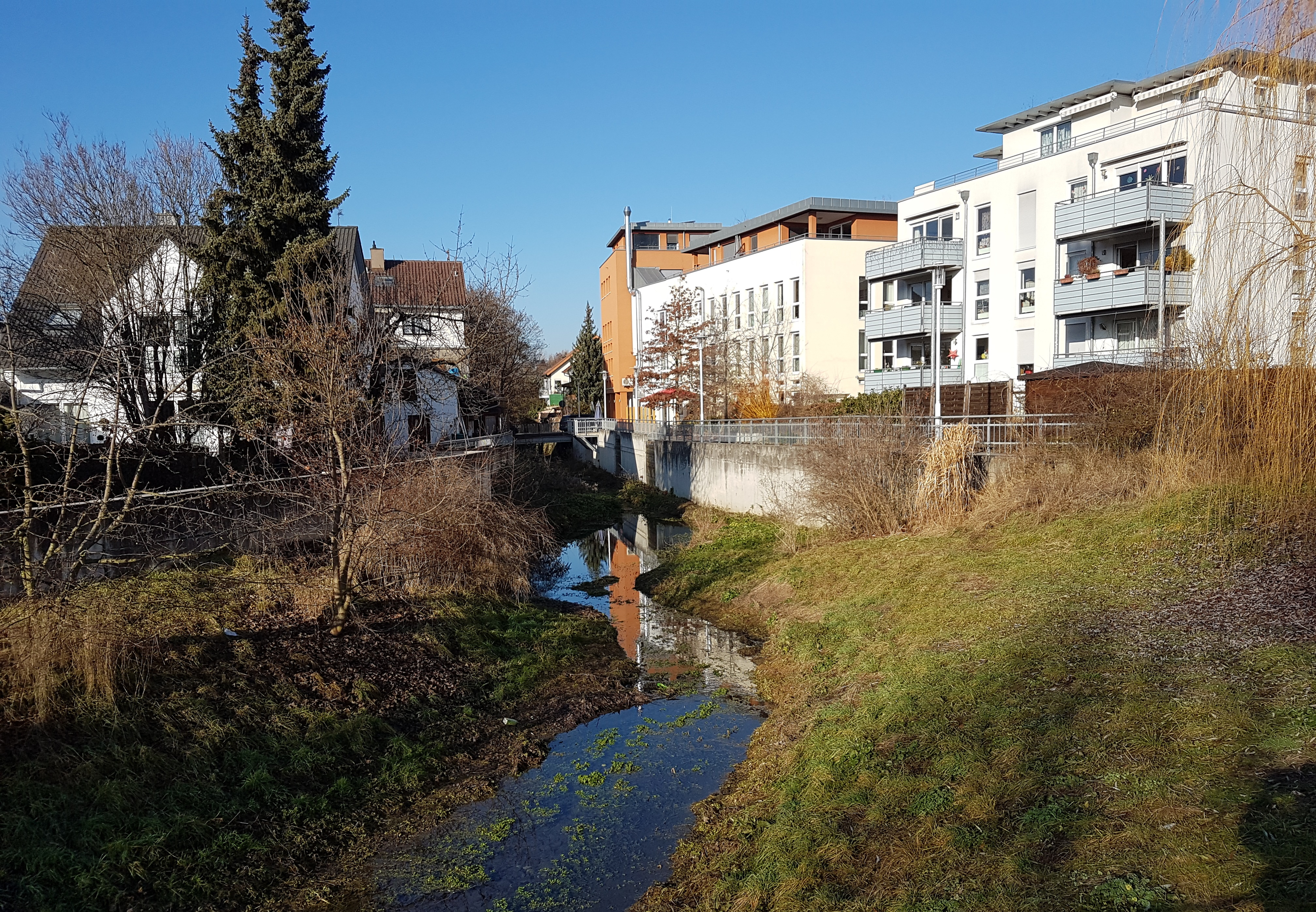
Renaturierter Abschnitt des Lindenbachs bei der Einmündung des Beutenbachs zwischen Badweg und Straße Am Beutenbach in Ditzingen

Der Beutenbach entsteht im Namenslauf unmittelbar westlich des Stuttgarter Stadtteils Hausen aus der Vereinigung des von Gerlingen kommenden linken Aischbachs (Grundgraben) mit dem rechten Schnatzgraben (Rappach). Der Beutenbach durchfließt das Landschaftsschutzgebiet Scheffzental und mündet im Stadtbereich von Ditzingen in den Lindenbach. Der Unterlauf ist teilweise verdolt und mit der Ditzinger Stadthalle überbaut.
Abschnittsweise wurde der Beutenbach noch im 16. Jahrhundert Weidenbach genannt. Die östlich an den Bach anschließende Ditzinger Flur wird als Beutenfeld bezeichnet.

## Beutenmühle
Die Namen Beutenbach und Beutenfeld leiten sich von der Beutenmühle ab, deren 785 Meter langer Mühlkanal im oberen Scheffzental vom Beutenbach abzweigte. Die Mühle wird um 1350 als Bittenmülin erstmals erwähnt. Die Anlage, die im Dreißigjährigen Krieg wüst fiel, wurde 1655 erneuert und bis ins 20. Jahrhundert als Getreidemühle betrieben. Nach einem Großbrand, der die Mühle 1914 vollständig zerstörte, ließ der Kaufmann Alfred Dobelmann ein neues Wohn- und Fabrikgebäude mit oberschlächtigem Wasserrad errichten, das für den Antrieb von Holzbearbeitungsmaschinen für die Schuhproduktion (Schuhfabrik Dobelmann in Ditzingen) sowie für eine Schraubenfabrik genutzt wurde. 1956 wurde das Wassernutzungsrecht von der Gemeinde Ditzingen abgelöst und auf ihren Antrag hin aufgehoben. Der Mühlkanal wurde verfüllt bzw. eingeebnet und überbaut. An der Stelle der ehemaligen Mühlengebäude befindet sich heute das Wohnhaus Weilimdorfer Straße 26/27.

### LUBW
Amtliche Online-Gewässerkarte mit passendem Ausschnitt und den hier benutzten Layern: Lauf und Einzugsgebiet des Beutenbachs

Allgemeiner Einstieg ohne Voreinstellungen und Layer: Daten- und Kartendienst der Landesanstalt für Umwelt Baden-Württemberg (LUBW) (Hinweise)
1. 1 2 3  Höhe nach dem Höhenlinienbild auf dem Hintergrundlayer Topographische Karte.
2. ↑  Höhe nach schwarzer Beschriftung auf dem Hintergrundlayer Topographische Karte.
3. ↑  Höhe nach blauer Beschriftung auf dem Hintergrundlayer Topographische Karte.
4. 1 2  Länge nach dem Layer Gewässernetz (AWGN).
5. ↑  Einzugsgebiet aufsummiert aus den Teileinzugsgebieten nach dem Layer Basiseinzugsgebiet (AWGN).

### Andere Belege
1. ↑  Friedrich Huttenlocher, Hansjörg Dongus: Geographische Landesaufnahme: Die naturräumlichen Einheiten auf Blatt 170 Stuttgart. Bundesanstalt für Landeskunde, Bad Godesberg 1949, überarbeitet 1967. → Online-Karte (PDF; 4,0 MB)
2. ↑  Eberhard Epple: Flurnamen der Markung Ditzingen. In: Heimatbuch Ditzingen, hrsg. von der Gemeinde Ditzingen zur Stadterhebung 1966. Ditzingen 1966, S. 180
3. ↑  Eberhard Epple: Flurnamen der Markung Ditzingen. In: Heimatbuch Ditzingen, hrsg. von der Gemeinde Ditzingen zur Stadterhebung 1966. Ditzingen 1966, S. 181
4. ↑  Thomas Schulz: Die Mühlen im Landkreis Ludwigsburg (= Mühlenatlas Baden-Württemberg 3), Remshalden-Buoch 1999, S. 279